# Matthew Anderson (Fußballspieler)
Matthew Anderson (* 25. Januar 2004 in Blantyre) ist ein schottischer Fußballspieler.

## Karriere

### Verein
Anderson begann seine Karriere bei Celtic Glasgow. Zur Saison 2022/23 rückte er in den Kader der zweiten Mannschaft Celtics. Für Celtic B kam er zu 22 Einsätzen in der Lowland Football League. Zudem absolvierte er in jener Spielzeit sechs Spiele als Kapitän für das U-19-Team der Schotten in der UEFA Youth League.
Im August 2023 wurde Anderson an den österreichischen Zweitligisten FC Admira Wacker Mödling verliehen. Sein Debüt in der 2. Liga gab er im September 2023, als er am sechsten Spieltag der Saison 2023/24 gegen den SK Sturm Graz II in der Halbzeitpause für Martin Rasner eingewechselt wurde. Während der Leihe kam er zu 21 Zweitligaeinsätzen.
Zur Saison 2024/25 kehrte Anderson zunächst nach Glasgow zurück, ehe er im September 2024 ein zweites Mal an die Admira verliehen wurde. Während der zweiten Leihe absolvierte er 22 Zweitligapartien.
Zur Saison 2025/26 kehrte er nicht mehr nach Schottland zurück, sondern wechselte fest nach Belgien zu Zweitligist KV Kortrijk.

### Nationalmannschaft
Anderson spielte 2019 erstmals für eine schottische Jugendnationalauswahl. Zwischen September und November 2022 kam er zu sechs Einsätzen im U-19-Team. Im Juni 2023 gab er sein Debüt für die U-21-Auswahl.